# 宮崎県道48号市木串間線
宮崎県道48号市木串間線（みやざきけんどう48ごう いちきくしません）は、宮崎県串間市を通る県道（主要地方道）である。

## 概要
串間市大字市木から串間市大字北方に至る。

### 路線データ
- 起点：串間市大字市木（国道448号交点）
- 終点：串間市大字北方（日向北方駅前交差点、国道220号交点）

## 歴史
- 1983年（昭和58年）5月20日 - 宮崎県告示第643号[1]により路線認定される。
- 1993年（平成5年）5月11日 - 建設省から、県道市木串間線が市木串間線として主要地方道に指定される[2]。

## 路線状況

### 重複区間
- 宮崎県道439号市木南郷線（串間市大字市木 地内）

### 道路施設

#### 橋梁
- 屋治橋（大平川、串間市）

## 地理

### 通過する自治体
- 串間市

### 交差する道路
| 交差する道路            | 交差する場所 | 交差する場所              |
| ----------------------- | ------------ | ------------------------- |
| 国道448号               | 大字一木     | 起点                      |
| 宮崎県道439号市木南郷線 | 大字市木     |                           |
| 宮崎県道439号市木南郷線 | 大字市木     |                           |
| 国道220号               | 大字北方     | 日向北方駅前交差点 / 終点 |

### 沿線
- JR九州日南線 日向北方駅（終点付近）